# Henk Vredeling
Hendrikus (Henk) Vredeling (ur. 20 listopada 1924 w Amersfoort, zm. 27 października 2007 w Huis ter Heide koło Zeist) – holenderski polityk i agronom, deputowany krajowy, w latach 1973–1976 minister obrony, w latach 1977–1981 członek i wiceprzewodniczący Komisji Europejskiej.

## Życiorys
Urodził się w wielodzietnej rodzinie należącej do Reformowanych Kościołów Holandii (denominacji kalwińskiej), jednak w młodym wieku porzucił religię. Pod koniec II wojny światowej działał w ruchu oporu, był w związku z tym aresztowany w 1945. W 1950 ukończył studia agronomiczne na Wageningen University & Research, pomiędzy 1950 a 1956 pracował jako doradca ds. społeczno-ekonomicznych w związku zawodowym rolników ANL i branżowej organizacji rolniczej ANAB.
Od 1947 należał do Partii Pracy. Od 1956 do 1973 zasiadał w Tweede Kamer, jednocześnie od 1958 był delegowany do Parlamentu Europejskiego. Nominowany na stanowisko ministra rolnictwa w gabinecie cieni PdvA. Od maja 1973 do grudnia 1976 sprawował funkcję ministra obrony w gabinecie Joopa den Uyla. W tym okresie spowodował kilkukrotnie kontrowersje m.in. w związku z zakupem samolotów F-16 i udzielaniem wsparcia militarnego Izraelowi w wojnie Jom Kipur bez konsultacji z premierem, usunięciem z szeregów wojska oskarżanego o korupcję księcia Bernharda oraz ograniczeniem czasu trwania i osób objętych obowiązkową służbą wojskową. Od 1977 do 1981 pozostawał członkiem i wiceprzewodniczącym Komisji Europejskiej kierowanej przez Roya Jenkinsa. Odpowiadał w niej za zatrudnienie i sprawy społeczne. W kolejnych latach pozostawał członkiem różnych organów doradczych.
Był żonaty, miał czworo dzieci.

## Odznaczenia
Odznaczony m.in. Orderem Lwa Niderlandzkiego III klasy (1968) i Orderem Oranje-Nassau III klasy (1972).